# Симфония № 4 (Мясковский)
Симфония № 4 e-moll, op. 17 — сочинение в 3-х частях русского композитора Н. Я. Мясковского для оркестра тройного состава (шесть валторн), завершённое в 1918 году. Первая вместе с Пятой симфонией среди сочинений отечественных композиторов, созданных в России после Октябрьской революции. Премьера состоялась в Москве 8 февраля 1925 года под управлением К. С. Сараджева. Партитура впервые напечатана в 1926 году издательством Музсектора Госиздата. Произведение посвящено музыковеду B. В. Яковлеву.

## История создания
Первое упоминание о Четвёртой симфонии встречается в записи дневника Н. Я. Мясковского от 3 октября 1908 года: «Опять мысли о «Космогонии» (одночастная симфония)». В феврале 1911 года композитор записал в дневнике о своих планах, когда уже упоминается пара: «4-я симфония («Космогония»), 5-я симфония (лёгкая)». В проекте на 1914 год Пятая тихая симфония с главной темой колыбельного характера в Andante также соседствует с Четвёртой: «другая симфония («Космогония»? с примесью «Эврики» Э. По». В письме А. А. Иконникову композитор писал о своей склонности к парному сочинению симфоний: психологически более густая Четвёртая писалась вместе с менее густой Пятой, и обе — за 3 месяца.
Обе симфонии сочинялись в Петрограде c декабря 1917 года, когда Мясковский служил в располагавшемся в Адмиралтействе морском генеральном штабе, о чём композитор писал позднее: «И всё же первым делом по возвращении в Петроград в конце 1917 г. было не сочинение уже раньше задуманной 5-й симфонии, а работа над более напряженной, как отклик на близкое пережитое, но со светлым концом, 4-й симфонией».
Клавир Четвёртой симфонии сочинялся «вне плана» со 2 декабря 1917 года по февраль 1918 года, оркестровка была завершена летом того же года. Партитура впервые была опубликована в 1926 году издательством Музсектора Госиздата, а переиздание вышло в 1953 году в «Музгизе». Имеются переложения для фортепиано: авторское в 4 руки и П. А. Ламма  для 2-х фортепиано в 8 рук.
Н. Я. Мясковский посвятил Четвёртую симфонию музыковеду B. В. Яковлеву, с которым был связан творческой дружбой около 50 лет.

## Части
Четвёртая симфония Мясковского состоит из 3-х частей длительностью около  41 минуты в исполнении под управлением Евгения Светланова:
- I. Andante, mesto е con sentimento. Allegro appassionato, ma поп troppo vivo
- II. Largo, freddo e senza espressione
- III. Allegro energico e marcato

## Анализ и оценки
Перед первым исполнением Четвёртой симфонии 8 февраля 1925 года в журнале «Современная музыка» был опубликован тематический разбор сочинения, написанный Н. Я. Мясковским: 

В симфонии три части, между собой ничем не связанные, кроме общего склада музыки нервной и напряженной.
Первая часть начинается большим вступлением, в котором излагаются в медленном движении основные темы следующей затем главной части. Сначала у флейты-соло появляется первая тема (1), затем в глубоких басах вторая (2).
Вступление непосредственно вливается в стремительно и почти безостановочно несущуюся музыку собственно первой части, слагающуюся из развития и сопоставления двух тем: первой (3а и 3б), нервной и беспокойной, и второй (4а и 4б), более сдержанной и певучей. Последнюю, при первом её появлении (экспозиция), окаймляет, а при втором (реприза) — лишь предваряет небольшой трубный мотив (5). Борьба указанных тем, в самых разнообразных видоизменениях их, составляет содержание этой части симфонии. Конец — стремительный ряд резких аккордов всего оркестра.
Вторая часть очень невелика, написана в медленном движении и проникнута характером суровым и сосредоточенным, сменяемым вспышками лирического волнения. Первая тема этой части проводится в виде фугато (6), вторая — на фоне тремолирующих скрипок (7). Соединяет эти темы каждый раз аккордовый ход, вытекающий из резкого сопоставления двух минорных трезвучий, расположенных на расстоянии уменьшенной квинты (8). Конец мягкий, спокойный.

Третья часть — быстрый и энергичный финал (рондо), в котором сменяются три темы. Первая, определяющая устремлённый характер всей части (9), вторая — певучая, мимолётно-скользящая (10) и, наконец, после вторичного появления первой темы и предупреждающего, таинственного басового хода (11), третья — заглушённо-страстная тема — развивается в широкий и вполне законченный средний эпизод (12). После возвращения главной темы энергичное и неудержимое движение финала больше не прерывается, а лишь к заключению части возрастает в своей напряжённости и полифонической насыщенности (в конце сочетаются мотивы всех тем финала). Конец — быстрый, восторженно-светлый».— Мясковский Н. Я. Тематический разбор 4-й и 7-й симфоний Мясковского. — Современная музыка, 1925, № 8, с. 37—38.
Данное сочинение согласно письму Мясковского Иконникову составляет пару с Пятой симфонией, а по описанному Михаилом Сегельманом принципу макроцикличности входит в симфоническую триаду —  Четвертая, Пятая и Шестая симфонии.
О. П. Ламм вспоминала первую встречу с Н. Я. Мясковским после его переезда в Москву (1918), когда играли Пятую и Четвёртую симфонии в 4 руки: «Навряд ли я могла в 11 лет оценить и понять музыку 5-й, а тем более 4-й симфонии и по всей вероятности обезьянничала со старших, повторяя с восторгом, что 4-я симфония — „совершенно замечательная, гораздо выше 5-й“, но что музыка произвела на меня сильное впечатление — несомненно, так как я вскоре пыталась распевать понравившиеся мне темы из обеих симфоний». Более высокую оценку Четвёртой симфонии в сравнении с Пятой давали не только ближайшие друзья композитора, но и сам Мясковский писал об этом Прокофьеву: «<…> до сих пор не сыграна даже 4-я, которую я ценю, во всяком случае, больше, чем общедоступную 5-ю!»; «<…> хотя 4-я, написанная тогда же, всё же острее и лучше».
А. А. Иконников писал, что в восприятии современников композитора  драматичность содержания, специфика музыкального языка и гармония Четвёртой симфонии сближали её с ранее созданными Второй, Третьей симфониями или с поэмой «Аластор». При этом музыковед, соглашаясь с общим мнением о различии Четвёртой и Пятой симфоний, подчёркивал их родственность в появлении принципиально нового подхода при воплощении драматической идеи сочинения, выражавшегося восторженно-светлым началом.

## Исполнения
- 1925 — 8 февраля первое исполнение в Москве под управлением К. С. Сараджева[5]
- 1933 — 8 января премьера в Париже под управлением Ф. Фаля[14]

## Запись и дискография
- 1991—1993 — Государственный академический симфонический оркестр России под управлением Е. Ф. Светланова, запись из Большого зала Московской консерватории, выпуски:
  - «Русский диск» RDCD 00657 (2001)[15]
  - Olympia — Myaskovsky Complete Symphonic Works Vol.  4 OCD 734 (2002)[16]
  - Warner Classic 2564 69689-8 (2007)[17]

## Комментарии
1. ↑  В оригинале заметки написано у «гобоя-соло», что отвечало первоначальному варианту партитуры. Заметка была написана до того, как композитор услышал свою симфонию в оркестре. После исполнения он внёс ряд изменений в партитуру, и в частности во вступление, заменив гобой флейтой. (Комментарий А. А. Иконникова).